# Шанько Михайло Прохорович
Михайло Прохорович Шанько (нар. 10 травня 1936 — пом.?, Івано-Франківськ) — радянський футболіст, що грав на позиції півзахисника та нападника. Відомий за виступами в низці українських команд класу «Б» СРСР.

## Кар'єра футболіста
Михайло Шанько розпочав займатися футболом у ДЮСШ міста Совєтськ Калінінградської області. У команді майстрів дебютував у 1958 році в команді класу «Б» «Балтика» з Калінінграда. У 1959 році футболіст перейшов до іншого клубу класу «Б» «Колгоспник» з Черкас, проте зіграв у цій команді лше 2 матчі, та перейшов до складу аматорського клубу «Шахтар» з Коростишева, який цього року виграв Кубок УРСР та першість Житомирської області. На початку 1960 року Шанько разом із низкою інших футболістів коростишівської команди, зокрема Віктором Банніковим, став гравцем дебютанта класу «Б» «Авангарда» з Чернігова. Михайло Шанько у п'ятому турі першості став автором першого забитого м'яча чернігівської команди в лізі майстрів, та став кращим бомбардиром команди в цьому сезоні з 10 забитими м'ячами. Наступного року Шанько перейшов до складу іншої команди класу «Б» «Спартак» зі Станіслава, у складі якої вирізнявся неабиякими бомбардирськими здібностями, відзначившись у сезоні 1961 року 15 забитими м'ячами, а в сезоні 1963 року 23 забитими м'ячами. Усього за «Спартак» зіграв 110 матчів, у яких відзначився 48 забитими м'ячами. Завершив виступи на футбольних полях у кінці 1964 року в складі команди класу «Б» «Колгоспник» з Рівного. Після завершення виступів на футбольних полях Михайло Шанько проживав у Івано-Франківську, де й помер на початку ХХІ століття.